# 角茴香
角茴香（学名：Hypecoum erectum）为罂粟科角茴香属下的一个种。